# Neopanorpa mokansana
Neopanorpa mokansana är en näbbsländeart som beskrevs av Cheng 1957. Neopanorpa mokansana ingår i släktet Neopanorpa och familjen skorpionsländor. Inga underarter finns listade i Catalogue of Life.